# Kaba, Ungern
Kaba (ungerskt uttal: [ˈkɑːbɑː]) är en mindre stad i provinsen Hajdú-Bihar i östra Ungern. Staden hade 5 349 invånare (2022), på en yta av 95,04 km². Den ligger cirka 33 kilometer sydväst om provinshuvudorten Debrecen.
En meteorit med vikten 3 kilogram landade nära Kaba år 1857.